# 15506 Preygel
15506 Preygel è un asteroide della fascia principale. Scoperto nel 1999, presenta un'orbita caratterizzata da un semiasse maggiore pari a 2,3743725 UA e da un'eccentricità di 0,0605885, inclinata di 4,80298° rispetto all'eclittica.